# Bokserki

Bokserki męskie typu boxer-briefs

Bokserki – rodzaj męskiej bielizny, spodenki, które są noszone jako krótkie spodnie. Luźne szorty, które są noszone jako bielizna przez mężczyzn i chłopców. Angielskie określenie boxer-shorts zostało odnotowane w 1944 roku. Słownik języka polskiego: bokserki → rodzaj bielizny męskiej, luźne spodenki męskie, z krótkimi nogawkami. Inna nazwa to krótkie kalesony. Słownik mody męskiej: bokserki rodzaj męskiej bielizny. Krojem przypominają krótkie spodenki bokserskie. Mogą być luźne lub przylegające, obcisłe. Słownik onomazjologiczny: bokserki → rzeczownik, rodzaj bielizny męskiej, odzież dolna, nogawice ukryte połączone. Są to spodenki luźno osadzone na korpusie i pokrywa ciało do od pasa do połowy uda, zakrywając genitalia i pośladki. Zwykle posiadają rozporek, który może być zamykany na guziki, ale nie dotyczy to wszystkich modeli. Górna cześć jest wykończona gumką. W Polsce używa się wyłącznie słowa bokserki. Słownik synonimów zawiera 4 wyrazy bliskoznaczne: szorty, spodenki, krótkie spodnie, bermudy. Natomiast jeszcze w latach 70. XX wieku na metce tego, co dziś określa się często jako bokserki, widniała nazwa kalesony i ewentualnie krótkie kalesony, zaś na długich właśnie kalesony długie. Nazwa ta pochodzi prawdopodobnie z języka francuskiego od słowa calcif (kalsif), co w dosłownym tłumaczeniu oznacza „bokserki”. Początkowo nazwa bokserki była zarezerwowana jedynie dla luźnych spodenek. Dziś jest używana także dla obcisłej bielizny z krótkimi nogawkami – a więc krótkich kalesonów. Cytowana definicja występuje w Słowniku języka polskiego PWN z 1978 roku, a w ogóle nie ma tam hasła „bokserki”.
Bokserki męskie swoją nazwę wywodzą od krótkich spodenek używanych przez bokserów. Przede wszystkim takie spodenki musiały zapewniać swobodę ruchów, być wygodne i naturalnie leżeć. Z czasem również inni sportowcy zaczęli używać tego typu krótkich spodenek. Niedługo po tym pojawiły się również modele męskiej bielizny odwołującej się właśnie do takiego wzoru. Przede wszystkim bokserki gwarantowały znacznie większą swobodę ruchu, były również znacznie bardziej luźne niż tradycyjne slipy. Wyróżniały je także krótkie nogawki, które sprawiały, że nawet bardziej wstydliwi mężczyźni mogli pokazywać się w bieliźnie obcym osobom bez większego dyskomfortu. To właśnie ta swoboda i ten “luz” bokserek spopularyzowały ten rodzaj bielizny. W ciągu lat różne firmy zajmujące się produkcją odzieży przygotowały wiele bardzo różnych modeli i rodzajów bokserek męskich – jedne były bardziej luźne i dłuższe, inne krótsze i bardziej obcisłe.

## Historia
Krój i wygląd bielizny zależał w dużej mierze od klimatu, środowiska i kultury. W ciepłym środowisku bielizna była używana głównie przez żołnierzy, którzy potrzebowali chronić delikatne partie ciała przed ciężką metalową zbroją. Dlatego w starożytnym Rzymie legioniści nosili spodenki sięgające kolan wykonane z płótna. Chodziło głównie o poprawienie komfortu noszenia pancerzy, aby zminimalizować ryzyko otarć. W średniowieczu bielizna męska była bardziej rozbudowana. Należała do niej biała, lniana koszula z długim rękawem i luźne, długie, również lniane, spodenki wiązane w pasie. Z biegiem czasu, w XV wieku spodenki te stopniowo skracały się i stawały się bardziej dopasowane.
W 1925 roku Jacob Golomb, założyciel przedsiębiorstwa Everlast, zaprojektował bokserki z elastyczną talią. Zastąpiły one bokserki skórzane noszone przez bokserów do tej pory. Golomb zdawał sobie sprawę, że skóra nie jest wygodna. Jego projekt obejmował szorty z szerokimi nogawkami, tak, aby umożliwić większą swobodę ruchu bokserów w na ringu. Zastosował również elastyczny pas, który zastąpił dotychczasowe zwykłe skórzane sznurki do mocowania spodni w pasie. W tamtym okresie była to wielka innowacja. Majtki te, nazwane „boxer shorts”, natychmiast stały się popularne. W 1935 roku bokserki straciły nieco na popularności ponieważ pojawił się konkurent – slipy firmy Jockey. Około 1947 roku, bokserki zaczęły zyskiwać na popularności ponownie, gdy włączono je do sortów mundurowych żołnierzy US Army. Od tej pory stały się obok slipek Jockey stałym wyposażeniem munduru letniego. Do tej pory, bielizna była uważana za rzecz bardzo osobistą, która nie powinna interesować opinii publicznej. W Stanach Zjednoczonych zmieniło się to dopiero w połowie lat 50. XX w. po wywiadzie przeprowadzonym z senatorem Josephem McCarthym. Wywiad miał miejsce w programie prowadzonym przez gwiazdę TV Edwarda R. Murrowa pt. Person to Person. Formuła programu zakładała przeprowadzanie wywiadu ze sławnymi ludźmi polityki, ekranu i biznesu w ich domach. Tak było w przypadki McCarthy’ego, który w wywiadzie Deana Achesona sekretarza stanu w Białym Domu określi jako „pompatycznego dyplomatę w bokserkach”. Wywołało to poważne uliczne protesty. W pruderyjnym kraju, jakim były wówczas Stany Zjednoczone Ameryki tego typu występek był uważany za skandaliczny. Niemniej wtedy to właśnie bokserki stały się popularne bardziej niż kiedykolwiek wcześniej. Ogromny wpływ na popularność bokserek w Europie miała sesja zdjęciowa dla nowej bielizny Levi Strauss & Co. z 1985 roku ze zdjęciem angielskiego modela i muzyka Nicka Kamena, który został sfotografowany w białych bokserkach. Notabene szerszą popularność przyniósł bokserkom udział Kamena w reklamie telewizyjnej dżinsów Levi’s w tym samym roku – zainteresowanie wzbudziła scena, w której model ubrany był jedynie w białe bokserki. Była to jedna z najbardziej sugestywnych reklam w historii. Szczególnie jej pierwsze sekundy, gdy model Nick Kamen wchodzi do samoobsługowej pralni, zdejmuje całe ubranie, w tym dżinsy 501, wsadza je do pralki i zostaje w samych bokserkach sunspel. Reklama była ustawiona tak, aby odtwarzała obraz Ameryki z lat 50. XX w. Było w tym dużo dowcipu, seksapilu i sporo nostalgii. Obraz ten nazwano Lauderette. a pokazano po raz pierwszy podczas Boxing Day 1985. Reklama była dziełem Johna Hegarty’ego i Barbary Noakes z BBH. Dzięki niej Levi osiągnął status ikony w Wielkiej Brytanii. W 2000 roku reklama ta zajęła 4. miejsce w plebiscycie na 100 najlepszych reklam wszech czasów i przyczyniła się do gwałtownego wzrostu popularności tego typu bielizny.

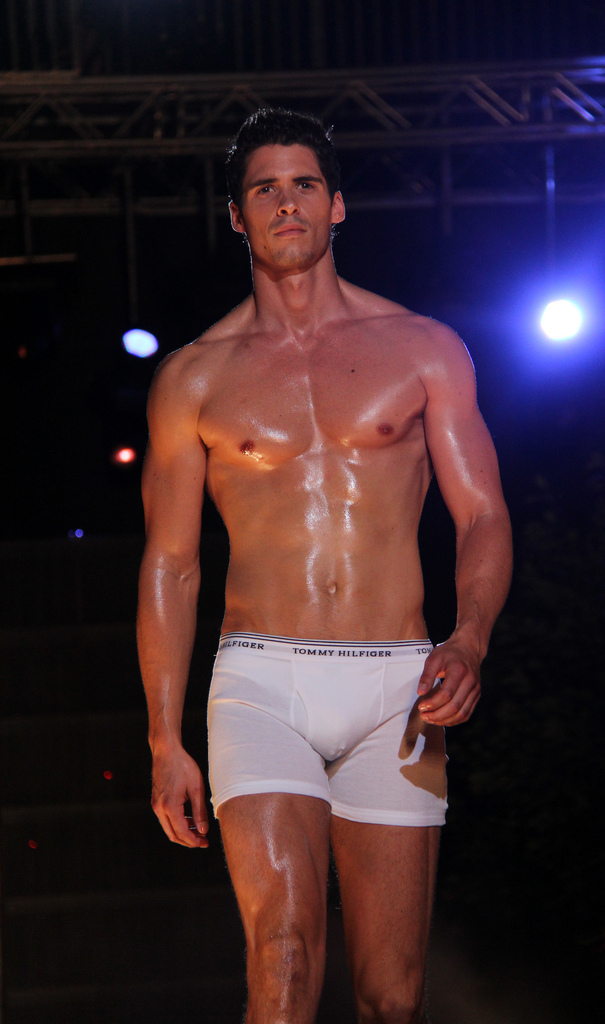
Boxer-briefs

Bokserki typu boxer-briefs z Y-frontem były dziełem Arthura Kneiblerga z przedsiębiorstwa Jockey International Inc, który 21 lutego 1941 roku wzór takiej bielizny męskiej zgłosił Urzędu Patentowego USA (US Patent 2232950 A). W opisie patentowym można przeczytać: „Niniejszy wynalazek dotyczy bielizny, szczególne bielizny męskiej, takiej jak spodenki. Głównym celem niniejszego wynalazku jest uzyskanie odzieży dopasowanej do anatomii ciała, opiętej, gładkiej, wraz z układem wspierającym część krokową w sposób łagodny dla użytkownika, posiadającej przedni otwór, który będzie miał tendencję do utrzymania się zamknięciu”.
Za twórcę bokserek typu trunks uważa się projektanta Johna Varvatosa, pracującego w latach 1990–1995 dla Calvina Kleina jako szef zespołu projektowania odzieży męskiej. Ten typ bielizny rozsławiła seria reklam prasowych prezentujących Marka Wahlberga ubranego w krótkie obcisłe bokserki. Miało to miejsce w 1992 roku. Kampania okazał się sukcesem a przychody ze sprzedaży zostały nazwane „jednym z największych obrotów w branży odzieżowej stulecia”. W 2010 roku Varvatos powiedział: „My po prostu obcięliśmy parę kalesonów i okazało się, że może to być fajne…”.
W połowie 2005 roku firmy Olaf Benz i Manstore zaproponowali model bokserek Apropo zwane też hot-boksers. Bokserki te charakteryzują się bardzo krótkimi nogawkami, niemal jak w slipach, oraz ostrymi wcięciami w dolnych częściach pośladków. Przez niektórych bielizna ta jest uważana za erotyczną.

Bokserki klasyczne ze wzmocnionym pasem biodrowym (karczkiem) zapinanym na guziki oraz z rozporkiem typu otwartego

## Fason bokserek

Bokserki klasyczne z rozporkiem typu zamkniętego zapinanym na guziki

Bokserki męskie, to rodzaj bielizny preferowany przez młodych mężczyzn. Poszczególne modele mogą się różnić od siebie zarówno dopasowaniem, jak i długością nogawki. Wyróżnia się bokserki obcisłe, jak i luźne. Ten pierwszy rodzaj daje pewien komfort, ponieważ ściśle przylegając do ciała przytrzymuje również męskie genitalia. Szczególnie istotne jest to dla mężczyzn aktywnych. Bokserki obcisłe zazwyczaj sięgają nieco poza pośladki, ale występują różne długości. Bawełna z której są wykonane zazwyczaj posiada domieszkę elastanu, bądź innego włókna syntetycznego. Bokserki luźne często są nieco dłuższe, sięgają nieco powyżej połowy uda. Nie przylegają i lubią się podwijać do góry. Do ich zalet należy duża przewiewność oraz to, że zazwyczaj wykonane są w 100% z bawełny. Bywają również bardziej eleganckie wersje z materiału satynowego, bądź wersje erotyczne, z różnymi nadrukami. Większość modeli posiada krój, z rozpinanymi guziczkami z przodu.
Dobrze dopasowane bokserki powinny przylegać do ciała, pozostawiając jednak swobodę ruchu. Nie mogą się rolować na udach (= za małe), niewygodnie uciskać pośladki czy uda (= za małe), zsuwać się przy gwałtowniejszym ruchu (= za duże), wisieć przy pośladkach (= za duże) lub zwijać w pasie (= za małe).

## Kolorystyka bokserek
Początkowo białe, współcześnie występują w różnorodnych kolorach, przy czym stosunkowo rzadko w jednolitym białym kolorze. Często dostępne są wzory w kolorach: czarnym, szarym, niebieskim, czy czerwonym. Podczas gdy tradycyjne majtki wykonywane są zwykle bez żadnego nadruku czy wzorku, bokserki mają różnorodne kreacje graficzne. Przykładowo Playboy produkuje jasne czerwone bokserki z logo króliczka Playboya, NFL – logo swojej drużyny itp.

Bokserki klasyczne z rozporkiem typu otwartego, zapinanym na guziki

## Rodzaje bokserek
Wyróżnia się trzy typy bokserek ze względu na długość nogawek: z nogawkami minimalnej długości (trunks), zwykłe (boxer-shorts) i z dłuższymi nogawkami (long boxer-briefs lub midway-briefs).
Boxer-briefs, czyli Trunks – to bokserki typu mini (bardziej opięte). Posiadają charakterystyczne dla bokserek krótkie nogawki, jednak nie są one luźne – materiał ściśle przylega do ciała zapewniając ciepło oraz stabilizację podobną do slipek. Rozporek w tej wersji bokserek pojawia się rzadziej i zwykle nie jest zapinany. Krótkie bokserki najczęściej wykonane są z elastycznych materiałów, które odpowiednio dopasowują się do ciała i gwarantują wysoki poziom komfortu. To bielizna uniwersalna, zalecana do ubrania pod garnitur. Bokserki te nie odznaczają się ani nie podwijają. Są również wskazane do noszenia latem do krótkich spodenek. Sprawdzają się pod obcisłymi spodniami, przy których zwykłe bokserki mogłoby niewygodnie się układać. Dzięki temu, że są dość obszerne, stanowią też dobrą ochronę przed chłodem w zimie. Wadą bardziej obszernych jest to, że podchodzą do góry w trakcie uprawiania sportu. Ten model bielizny powstał w 1992 roku.
Bokserki klasyczne, czyli boxer-shorts – najpopularniejszy model bielizny męskiej i zarazem najstarszy – powstał w 1925 roku. Są dość luźne i nie krępują ruchu. Ich dodatkową zaletą jest przewiewność, która sprawdza się idealnie w letnie dni. Nie powodują też ucisku, który często wywołuje duży dyskomfort u osób z siedzącą pracą. Większość bokserek świetnie nadaje się do spania i użytku domowego. Długie bokserki dobrze sprawdzają się pod jeansami, jednak w niektórych sytuacjach mogą powodować dyskomfort – w trakcie uprawiania sportów lub bardziej intensywnych zajęć zbyt luźne bokserki mogą prowadzić do obtarć. Są dość obszerne. Posiadają długie nogawki (często sięgającej nawet 8 cm), oraz rozporek zapinany najczęściej na 2 lub 3 guziki.
Long boxer-briefs lub Midwai-briefs – są to mocno opięte, dopasowane bokserki męskie, których nogawka została przedłożona do połowy uda. Zazwyczaj posiadają gumowy pas oraz rozporek typu Y-front. Są to bokserki typowo sportowe, które dokładnie opinają ciało i podtrzymują genitalia.

## Tkaniny do produkcji bokserek
Bokserki męskie wykonane z bawełny są naturalne i przyjemne w dotyku. Domieszka tworzyw sztucznych, albo w całości wykonanie ich z takiego materiału obniża komfort. Rodzaj tkaniny ma wpływ na wymagania dotyczące temperatury prania czy stosowanego detergentu.